# Stadion Miejski w Nachiczewanie
Stadion Miejski (Stadion im. Nachiczewańskiej Republiki Autonomicznej, dawniej Stadion im. İbrahimxəlila Axundlu) – wielofunkcyjny stadion w Nachiczewanie, w Azerbejdżanie. Został otwarty w 1964 roku. Może pomieścić 12 800 widzów. Swoje spotkania rozgrywają na nim piłkarze klubu Araz Nachiczewan. W 2013 roku na stadionie rozegrano mecz o Superpuchar Azerbejdżanu (23 października 2013 roku: Xəzər Lenkoran – Neftçi Baku 2:1), odbył się tu również finał Pucharu Azerbejdżanu w sezonie 2016/17 (5 maja 2017 roku: Qarabağ Ağdam – FK Qəbələ 2:0) i 2018/19 (19 maja 2019 roku: FK Qəbələ – Sumqayıt FK 1:0).